# Papaver dubium
Papaver dubium es una especie de la familia de las papaveráceas. 

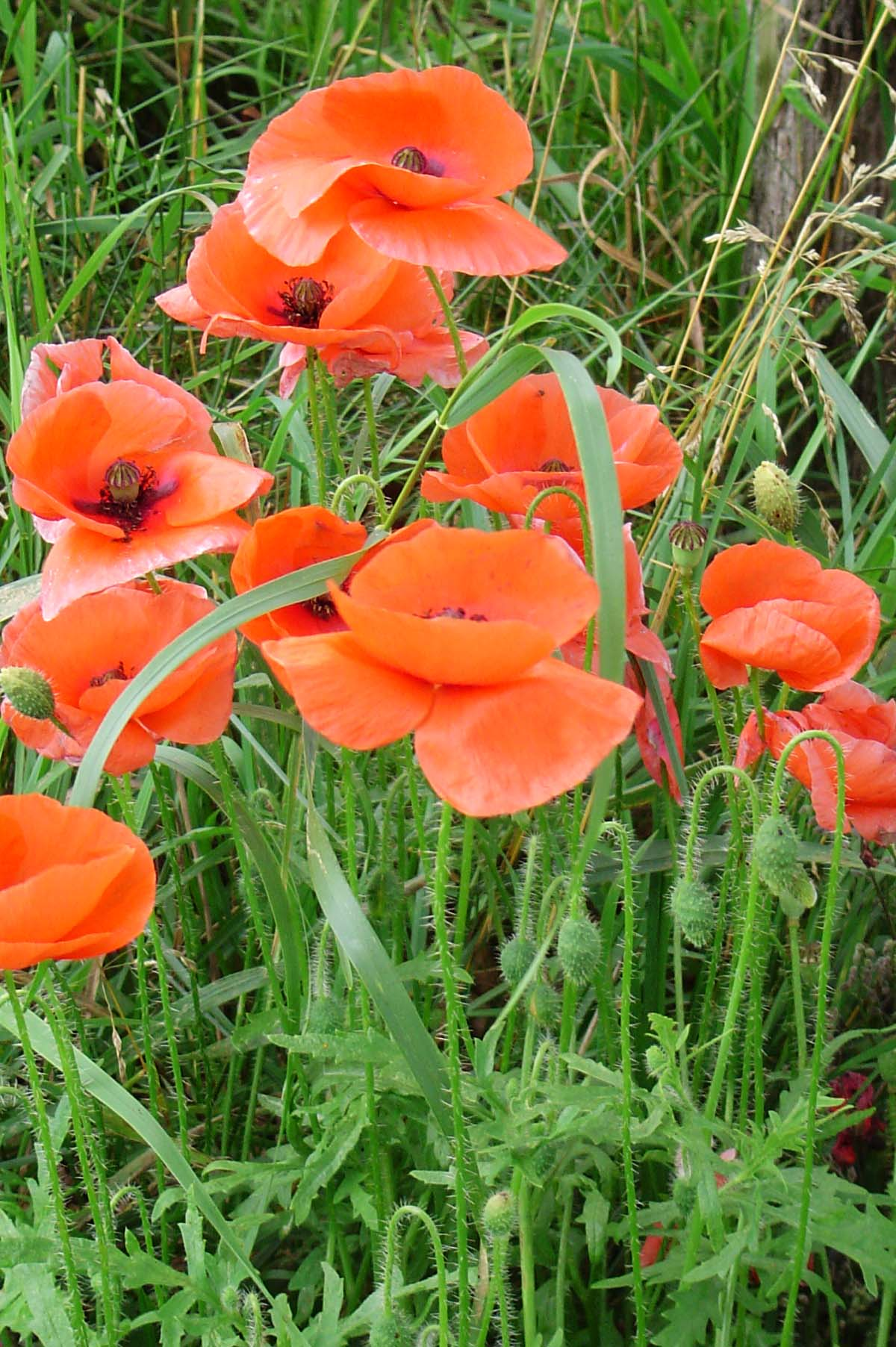
Papaver dubium

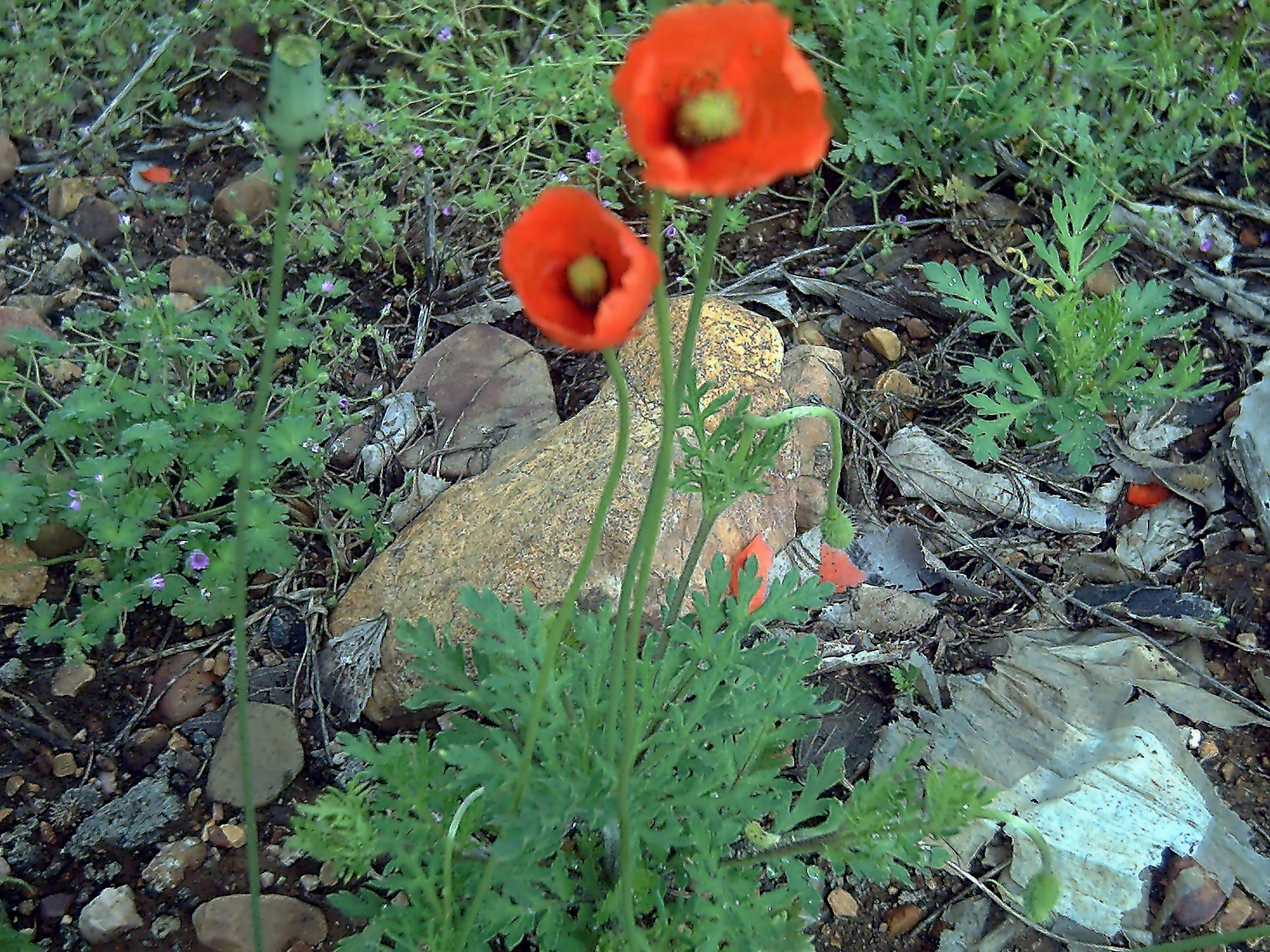
En su hábitat

## Descripción
Es muy parecida a la amapola común P. rhoeas, pero con los pétalos rojos más pálidos y cortos, de 1,5 a 3 cm, a veces con una mancha oscura en su base. Cápsula el doble de larga que de ancha, entre 1,5 y 2 cm de largo y entre 7 y 9 radios en el disco. La parte superior del tallo y cabillos florales con pelos erectos, a veces erecto-patentes cerca de la flor. Florece en primavera y verano.

## Hábitat
En terrenos cultivados. También puede aparecer en melojares.

## Distribución
Se encuentra en Europa, Asia occidental y central, Norte de África y Macaronesia. Dispersa por gran parte de la península ibérica y Baleares.

## Taxonomía
Papaver dubium  fue descrita por Carlos Linneo y publicado en Species Plantarum 2: 1196. 1753.
Citología
Número de cromosomas de Papaver dubium (Fam. Papaveraceae) y táxones infraespecíficos:
2n=14, 42. 2n=28. n=11
Etimología
Ver: Papaver
dubium: epíteto latino que significa "dudosa".
Variedades
- Papaver dubium subsp. austromoravicum (Kubát) Hörandl
- Papaver dubium subsp. confine (Jord.) Hörandl
- Papaver dubium subsp. glabrum (Royle) Kadereit
- Papaver dubium subsp. laevigatum (M.Bieb.) Kadereit
- Papaver dubium subsp. lecoqii (Lamotte) Syme

Sinonimia
- Papaver collinum  Bogenh
- Papaver lamottei Boreau
- Papaver lecoquii Lamotte[7]
- Cerastites dubia Gray
- Cerastites laciniata Gray
- Papaver albiflorum Paczoski
- Papaver arenarium var. modestum (Jord.) Parsa
- Papaver hirtodubium Fedde
- Papaver modestum Jord.
- Papaver nothum Steven
- Papaver obtusifolium Desf.[8]

## Nombres comunes
- Castellano: ababol, abala, amapol, amapola, amapola oblonga, anapol, anapola, apajico, mapola, mapoles, rosilla, rosillas.[7]